# Voklosporin
A voklosporin egy kalcineurin-gátló immunszupresszáns ciklikus peptid, ami Lupkynis néven kapható lupus nephritis kezelésére. Ciklosporin származék, azonban hatékonyabb antagonistája a kalcineurinnak, valamint a mellékhatás-profilja is kedvezőbb. 
Az Egyesült Államok Élelmiszer és Gyógyszerengedélyeztetési Hivatala (FDA) 2021 januárjában, míg az Európai Gyógyszerügynökség (EMA) 2022 szeptemberében engedélyezte. A Lupkynis az első kifejezetten lupus nephritis kezelésére törzskönyvezett hatóanyag.

### Terápiás felhasználás
A voklosporin a szisztémás lupus erythematosus (SLE) szövődményeként fellépő progresszív glomerulonephritis, a lupus nephritis (LN) kezelésére használt szájon át alkalmazott hatóanyag. A lupus nephritis az SLE-ben szenvedő betegek körülbelül 40%-ban megjelenik, ami könnyen súlyosbodhat végstádiumú veseelégtelenséggé. Az LN kezelésében elsődleges szempont a korai intervenció és a súlyos vesekárosodás megelőzése, ami egy indukciós és fenntartó immunszupresszív terápiával valósítható meg. A különböző nemzetközi irányelvek szerint a terápia célja a proteinuria egy éven belüli jelentős mérséklése, ami a hosszútávú terápia sikerességének indikátora.
Engedélyeztetése óta a voklosporin elsővonalbeli szer a lupus nephritis kezelésére kombinációban mikofenolát-mofetillel és alacsony dózisú glükokortikoiddal, ami számos előnnyel rendelkezik a korábban létező terápiákkal szemben, mind a szükséges dózist, a mellékhatásokat és a terápia várható sikerességet tekintve is.

### Hatásmechanizmus
Mind a ciklosporin, mind a voklosporin úgy fejti ki immunszupresszáns hatását, hogy a ciklofilin A-val heterodimert képez, ami kalcineurinhoz kötődve gátolja annak kálciumfüggő-foszfatáz aktivitását. A ciklosporinban végrehajtott aminosav csere következtében a voklosporin hatékonyabban gátolja a kalcineurin katalitikus felszínét. A kalcineurin enzimaktivitásának csökkenése két hasznos hatást eredményez. Egyrészt a T-sejtekben a NFAT (Nuclear factor of activated T-cell) defoszforilációjának gátlása a gyulladásos citokinek transzkripcióját akadályozza meg, ami T-sejt inaktivációt eredményez. Másrészt a kalcineurin gátlása a vese szűrőfelületében elhelyezkedő podocitákat is stabilizálja a szinatopodin defoszforilációjának elmaradásával, ami megakadályozza a sejt vázalkotóinak lebontását. 
Mind a ciklosporin, mind a voclosporin metabolizmusát a citokróm P450 3A4 enzim végzi, azonban voclosporin bomlási termékeinek vesekárosító hatása kisebb, ami jelentős mértékben hozzájárul a kedvezőbb mellékhatásokhoz.

### Mellékhatások
A voklosporin mellékhatás-profilja a többi kalcineurin inhibitorhoz hasonló, ami legtöbbször glomerulus filtrációs ráta (GFR) csökkenésben, nefrotoxicitásban, cukorbetegségben, magas vérnyomásban és fertőzések gyakoriságának növekedésében nyilvánul meg, azonban voklospiron esetében kevésbé súlyos nefrotoxikus eseteket jelentettek a ciklosporinnal szemben.
A leggyakrabban előforduló mellékhatás a GFR csökkenése, amely klinikai kutatások során a résztvevők 26%-nál jelentkezett szemben a placebo kontroll 9%-ával, azonban ezek többnyire enyhe esetek, amik a dózis csökkentésével, vagy a szer szedésének felfüggesztésével visszaállíthatók voltak. A második leggyakrabban jelentkező mellékhatás a vérnyomás emelkedése, ami a voclosporinnal kezelt betegek 19%-nál jelentkezett, szemben a kontroll csoport 9%-ával. A terápia időtartama alatt rendszeres eGFR és vérnyomás monitorozásra van szükség.

### Gyógyszeres interakciók
A voklosporin citokróm P450 inhibitor, és mivel ez az enzim felelős a metabolizmusáért interakciók várhatók más CYP450 induktor vagy inhibitor hatóanyagokkal. A CYP450 induktor hatóanyagok (pl.: rifampicin) csökkentik a voclosporin szérum koncentrációját, ezáltal a hatásosságát, míg CYP450 inhibitorok (pl.: ketokonazol) növelik a szérum koncentrációt, ami a nefrotoxikus hatásokat erősíti fel. Interakció azonban a voklosporin és mikofenolát-mofetil között, a ciklosporinnal ellentétben nem áll fenn.

### Ellenjavallatok
A voklosporin terápia kontraindikált azon betegeknél, akik eGFR értéke kisebb, mint 45 ml/min/1.73m2, illetve vérnyomásuk magasabb, mint 165/105 Hgmm. A voklosporin szedése kontraindikált erős CYP3A4 inhibitorok, valamint közepes és erős CYP3A4 induktorok együttes alkalmazásával. Súlyos májelégtelenség esetén is kerülni kell a voklosporin használatát. A terápia terhes, illetve szoptató betegek esetében is kerülendő.